# Seio sagital inferior
O seio sagital inferior está ao longo da borda inferior da foice do cérebro, superior ao 
Recebe sangue das porções medial e profunda dos hemisférios cerebrais e drena para o seio reto.

## Imagens adicionais

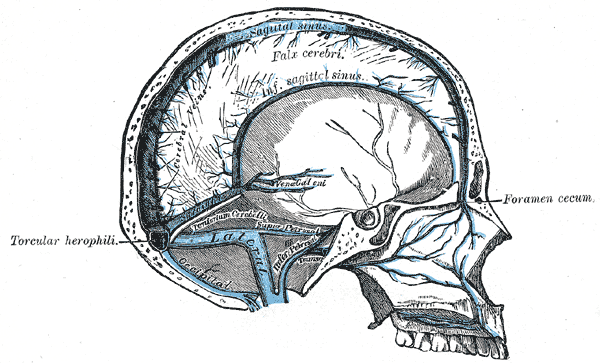
Secção sagital do crânio, mostrando os seios da dura-máter.